# Pont de Neuilly
Pont de Neuilly je most přes Seinu v pařížské aglomeraci. Spojuje obce Neuilly-sur-Seine a Courbevoie a vede přes ostrov Île de Puteaux. Má pět oblouků, je dlouhý 257 metrů a široký 43 metrů.
Přes most vede silnice Route nationale 13 a linka 1 pařížského metra. Podle mostu je pojmenována nedaleká stanice metra. Pont de Neuilly je součástí Axe historique, která umožňuje průhled od Louvru do La Défense.
Ve dvanáctém století zde opat Suger nechal zřídit přívoz. První dřevěný most byl postaven v roce 1609. V letech 1772 až 1936 zde stál kamenný most, který projektoval Jean-Rodolphe Perronet. Současný most pochází z roku 1942 a v roce 1992 byl rozšířen kvůli kolejím metra. Postavila ho společnost Daydé.
V roce 1887 se konal první automobilový závod v historii z Pont de Neuilly do Boulogneského lesíku.